# Вятська земля

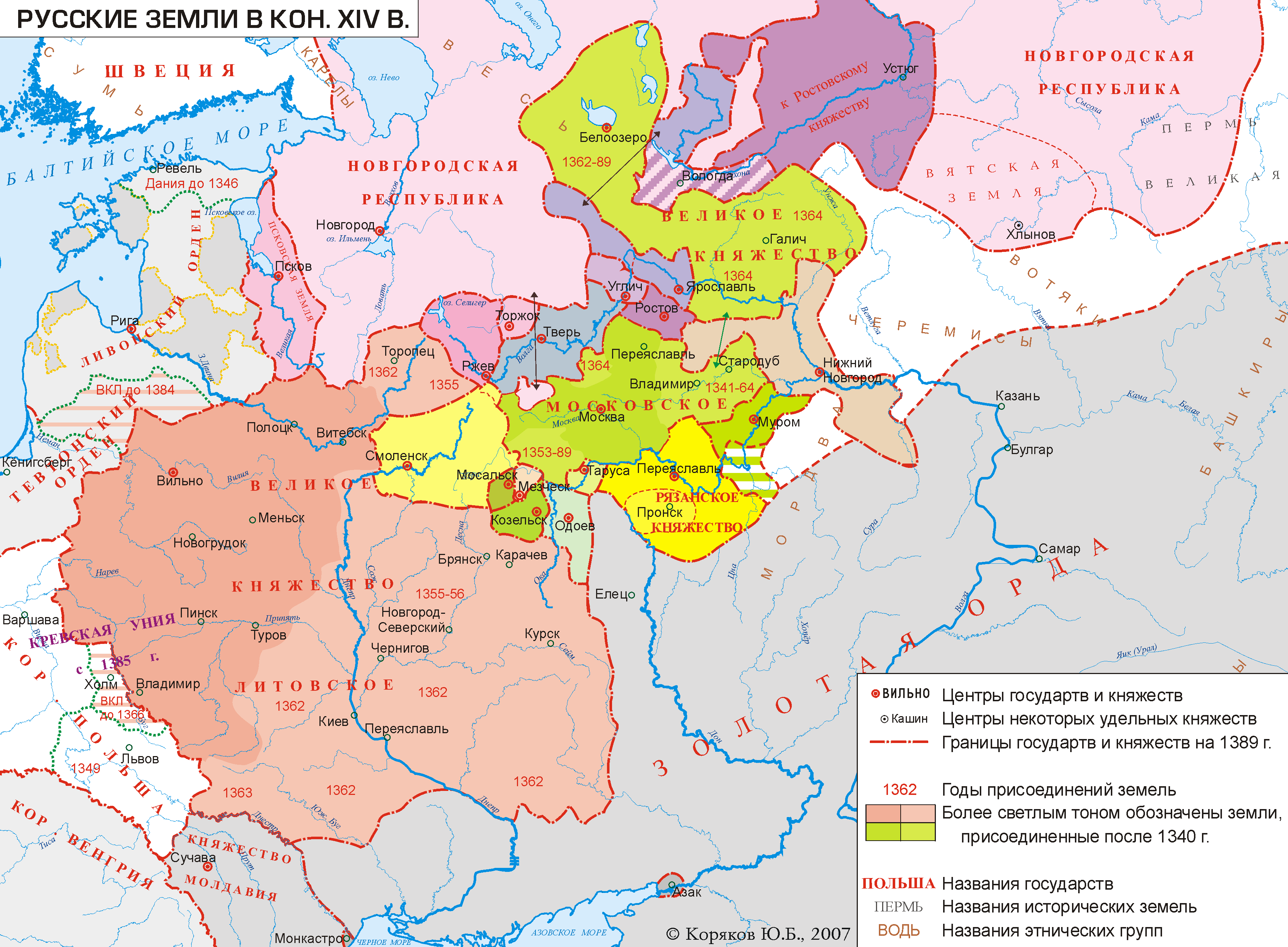
Руські землі у 1389 році

Вя́тська земля́ — історична область, державне утворення в басейні середньої та верхньої течій Вятки та Чепці, на території сучасної Росії.
Вятська земля сформувалась в XIII–XIV століттях в результаті об'єднання Никуліцинської та Котельницької волостей, які були утворені вихідцями із Новгородської республіки, Ростово-Суздальського князівства та південно-руських земель за участі вятських (північних) удмуртів. Центром Вятської землі було місто Вятка (Хлинов).
Область вперше згадується під такою назвою приблизно 1412 року в енциклопедії єгипетського автора аль-Калкашанди. У джерелах фігурує як вічева республіка. Вища виконавча влада здійснювалась виборними на віче посадами. Деякі автори вважали Вятську землю великокнязівським уділом. Але залежність від Суздальсько-Нижньогородського, Галицького та Московського князівств була формальною, скоріше за все вона була союзом. Короткий час (1468—1478 роки), після походів хана Ібрагіма, країна була данницею Казанського ханства. Більша за все вона мала союзні відносини з Арським князівством, частина жителів якого (удмурти, бесерм'яни і татари) в XV–XVI століттях мігрували до Вятської землі на територію сформованого на Чепці автономного Каринського стану. З 1489 року після походу військ Івана III область була включена до складу Московської держави. Вятська влада була переселена у Підмосков'я, арські князі були повернені. Вони розділили Вятську землю на намісництва з центрами в містах Хлинов, Котельнич, Орлов, Слободський, а також Карино, яке не було містом, але було резиденцією арських князів.
На 1558 рік Вятська земля відновлює колишні кордони, центри намісництв стають волосними «пригородами» Хлиновського повіту. 1588 року особливий статус Карино ліквідовується, а басейн Чепци входить до складу Чистянського стану Слободського повіту та Чепецького стану Хлиновського повіту. В XVI—XVII століттях Вятською землею керували приказні люди, яких посилали з Москви (воєводи, піддячі), влада яких була обмежена городовими прикажчиками, яких назначав цар з ряду «найкращих» вятчан, та виборними суддями, земськими старостами та цілувальниками. В 1610 році було введене військове управління — воєвода, під'яччий, служиві люди. В першій половині XVII століття Хлинов, Котельнич та Орлов формально утворили один воєводський округ, а Слободський та Шестаков — інший. В другій половині XVII століття їх знову об'єднали. До 1710 року Вятська земля зберігає автономію, потім включається до складу Сибірської губернії. В 1719 році область ліквідовується як єдине ціле та разом з Кайгородським та Кунгурським повітами Пермської землі утворює Вятську провінцію Сибірської, а з 1727 року — Казанської губернії. В 1780 році провінція входить до складу Вятського намісництва, а в 1797—1927 роках — Вятської губернії.